# ميلان يوكيتش
ميلان يوكيتش هو لاعب كرة قدم صربي في مركز الوسط، ولد في 21 مارس 1995 في أراندجيلوفاتس في صربيا. لعب مع النجم الأحمر بلغراد وسبارتاك سوبتيتسا.

## وصلات خارجية
- ميلان يوكيتش على موقع قاعدة بيانات كرة القدم.إي يو (الإنجليزية)
- ميلان يوكيتش على موقع Soccerway.com (الإنجليزية)